# Johann Kolowrat von Liebsteinsky

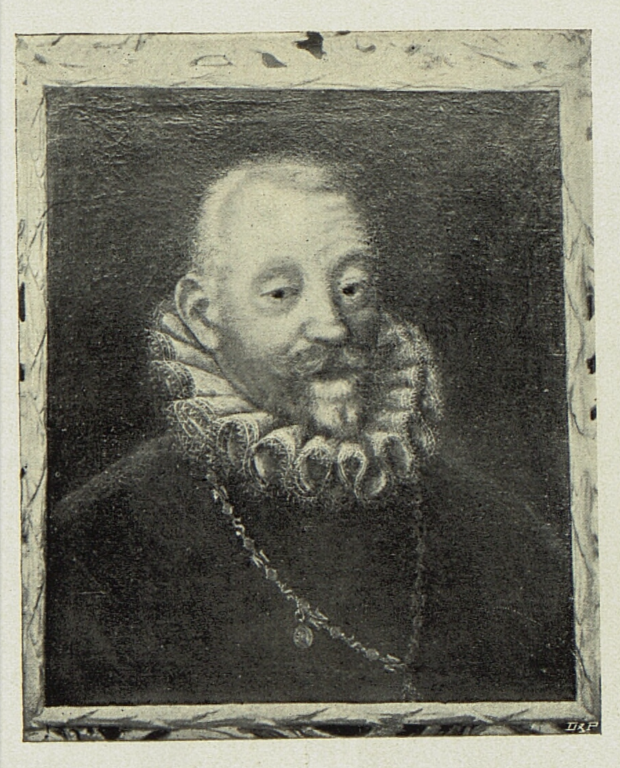
Johann Kolowrat von Liebsteinsky

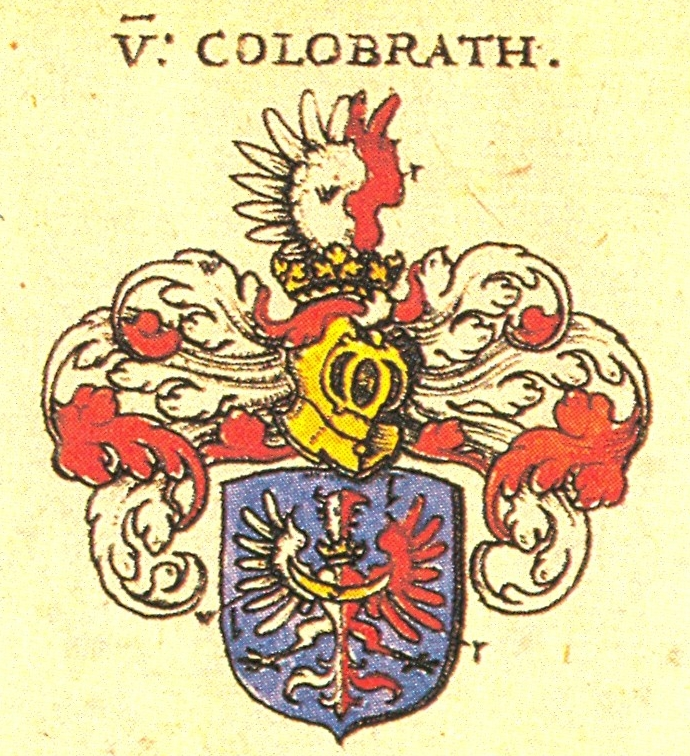
Familienwappen

Festzug der Kolowrat-Hochzeit

Johann Kolowrat von Liebsteinsky (* 18. Dezember 1552 in Starosedlský Hrádek; † 14. September 1616 in Prag) war ein böhmischer Adliger und Hofkämmerer. Er war Truchsess und Mundschenk seines Onkels Erzherzog Ferdinand II. sowie k. k. Hofrat, Oberstallmeister und persönlicher Vertrauter Kaiser Rudolfs II., dem er von 1598 bis zu dessen Tod 1612 diente.

## Leben
Er stammte aus dem alten böhmischen Adelsgeschlecht Kolowrat. Seine Eltern waren Albrecht Kolowrat von Liebsteinsky (1539–1585) und Benigna Welser († 1554), die Schwester von Philippine Welser, aus dem Augsburger Patriziergeschlecht Welser von Zinnenberg. Im Alter von acht Jahren kam er an den Hof seines Onkels, des Tiroler Landesfürsten Erzherzog Ferdinand II. 1562 nahm er zusammen mit seinem Onkel in Preßburg an der Krönung Kaiser Maximilians II. zum ungarischen König teil. Dort übergab ihn der Stallmeister Andreas Teussel in die Obhut des Oberstallmeisters von Pernstein, der ihn an den Wiener Hof begleitete, wo er dem Kaiser als Edelknabe diente. 1567 erhielt er zusammen mit den Söhnen des Kaisers, Matthias, Maximilian, Albert und Wenzel eine schulische Ausbildung. Nach dem Studium reiste er 1571 zusammen mit den Erzherzögen Rudolf und Ernst nach Spanien, wo er sich die nächsten vier Jahre aufhielt. Anschließend kehrte er an den Hof nach Innsbruck zurück. Er diente dort drei Jahre als Truchsess und zwei Jahre als Mundschenk. 
1578 verlobte ihn sein Onkel Erzherzog Ferdinand II. mit der reichen Tiroler Adligen Freiin Katharina Boymont zu Payrsberg. Die glanzvolle Hochzeit, die der Erzherzog samt einem Turnier persönlich ausrichten ließ, ist in aquarellierten Kupferstichen, dem sogenannten Kolowrat-Kodex, überliefert. Als Hochzeitsgeschenk Kaiser Rudolfs II. erhielt das frischvermählte Brautpaar durch Freiherr von Wolkenstein einen vergoldeten Becher. Der arrangierte Ehe, die allen Anschein nach glücklich verlief, entstammten vier Söhne und eine Tochter. Sein Onkel Karl Welser starb 1587. Als Miterbe erhielt er und sein Bruder Jaroslaw ein Drittel von 12.000 Gulden Hinterlassenschaft. Er war Vertrauter des gleichaltrigen Kaisers Rudolf II., den er von Jugendzeit an kannte. 1598 ließ ihn der Kaiser an seinen Hof nach Prag kommen. Er fungierte dort 18 Jahre als Kämmerer, von 1604 bis 1606 als Verwalter, und die letzten neun Jahre als Oberstallmeister. 1615 vermachte er seiner Frau vorsorglich sein gesamtes Vermögen. Er starb am 14. September 1616 und fand seine letzte Ruhestätte in der Stiftskirche des Klosters Strahov. Seine Enkel waren der k. k. Diplomat, Appellationsrat und Statthalter des Königreichs Böhmen, Graf Franz Karl von Kolowrat-Liebsteinsky und der Erzbischof von Prag Graf Johann Wilhelm von Kolowrat-Liebsteinsky.

## Nachkommen
Aus ihrer Ehe mit Katharina Boymont zu Payrsberg gingen folgende Kinder hervor:
1. Ferdinand Wilhelm (1581–1659), Jesuit in Innsbruck
2. Benigna Katharina (* 1582); 1.⚭ Christoph Popel von Lobkowitz († 1613); 2.⚭ Freiherr Johann von Wolkenstein-Rodenegg (1585–1649)
3. Albrecht (1583–1648); ⚭ Freiin Sabina Viktoria Freiin von Wolkenstein (1596–1684)
4. Johann Georg (1584–1610), Kanoniker in Regensburg und Breslau, Domherr zu Passau
5. Andreas Karl (1586–1603)

## Vorfahren
| Johann Kolowrat von Liebsteinsky | Albrecht VI. Kolowrat von Liebsteinsky | Jaroslaus IV. Kolowrat | Benedikt Kolowrat       |
| Johann Kolowrat von Liebsteinsky | Albrecht VI. Kolowrat von Liebsteinsky | Jaroslaus IV. Kolowrat | Elisabeth von Boskowitz |
| Johann Kolowrat von Liebsteinsky | Albrecht VI. Kolowrat von Liebsteinsky | Marianna von Chrast    | Peter von Chrast        |
| Johann Kolowrat von Liebsteinsky | Albrecht VI. Kolowrat von Liebsteinsky | Marianna von Chrast    | NN NN                   |
| Johann Kolowrat von Liebsteinsky | Benigna Regina Welser                  | Franz Anton Welser     | Anton I. Welser         |
| Johann Kolowrat von Liebsteinsky | Benigna Regina Welser                  | Franz Anton Welser     | Katharina Vöhlin        |
| Johann Kolowrat von Liebsteinsky | Benigna Regina Welser                  | Anna Adler             | Philipp Adler           |
| Johann Kolowrat von Liebsteinsky | Benigna Regina Welser                  | Anna Adler             | Anna Ehem               |